# Bóng đá tại Đại hội Thể thao Đông Nam Á 1987
Giải bóng đá tại Đại hội Thể thao Đông Nam Á 1987 diễn ra từ ngày 10 đến 20 tháng 9 năm 1987 tại Jakarta, Indonesia với sự tham gia của 6 đội tuyển quốc gia. Riêng Miến Điện cử tuyển U-19 của mình tham dự giải.

## Địa điểm thi đấu
- Sân vận động chính Gelora Senayan, Jakarta, Indonesia.

## Các đội tuyển tham dự
- Brunei
- Miến Điện (đội tuyển U-19)[note 1]
- Indonesia
- Malaysia
- Singapore
- Thái Lan

## Giải đấu

### Vòng bảng
Bảy đội tuyển được chia thành hai bảng đấu vòng tròn 1 lượt chọn 2 đội xếp đầu vào bán kết.
|  | Đội bóng đi tiếp vào vòng trong |

#### Bảng A
| Đội       | ST | T | H | B | BT | BB | HS | Đ |
| --------- | -- | - | - | - | -- | -- | -- | - |
| Miến Điện | 2  | 0 | 2 | 0 | 2  | 2  | 0  | 2 |
| Malaysia  | 2  | 0 | 2 | 0 | 2  | 2  | 0  | 2 |
| Singapore | 2  | 0 | 2 | 0 | 0  | 0  | 0  | 2 |

| Singapore | 0–0 | Malaysia |
| --------- | --- | -------- |
|           |     |          |

| Malaysia                | 2–2 | Miến Điện                         |
| ----------------------- | --- | --------------------------------- |
| Shahdan 41' · Radhi 81' |     | Than Toe Aung 45' · Myint Zaw 54' |

| Singapore | 0–0 | Miến Điện |
| --------- | --- | --------- |
|           |     |           |

#### Bảng B
| Đội       | ST | T | H | B | BT | BB | HS | Đ |
| --------- | -- | - | - | - | -- | -- | -- | - |
| Thái Lan  | 2  | 1 | 1 | 0 | 3  | 1  | +2 | 3 |
| Indonesia | 2  | 1 | 1 | 0 | 2  | 0  | +2 | 3 |
| Brunei    | 2  | 0 | 0 | 2 | 1  | 5  | −4 | 0 |

| Thái Lan                      | 3–1 | Brunei   |
| ----------------------------- | --- | -------- |
| Pue-on 14', 23' · Pankhao 55' |     | Rani 33' |

| Indonesia       | 2–0 | Brunei |
| --------------- | --- | ------ |
| Yacobi 34', 73' |     |        |

| Indonesia | 0–0 | Thái Lan |
| --------- | --- | -------- |
|           |     |          |

### Vòng đấu loại trực tiếp

#### Nhánh đấu
|  | Bán kết    | Bán kết          |               |   | Chung kết | Chung kết |
|  |            |                  |               |   |           |           |
|  | 16 tháng 9 |                  |               |   |           |           |
|  |            |                  |               |   |           |           |
|  | Thái Lan   | 0                |               |   |           |           |
|  | Thái Lan   | 0                | 20 tháng 9    |   |           |           |
|  | Malaysia   | 2                |               |   |           |           |
|  | Malaysia   | 2                | Malaysia      | 0 |           |           |
|  | 17 tháng 9 |                  | Malaysia      | 0 |           |           |
|  |            | Indonesia (h.p.) | 1             |   |           |           |
|  | Miến Điện  | Indonesia (h.p.) | 1             | 1 |           |           |
|  | Miến Điện  |                  |               | 1 |           |           |
|  | Indonesia  | 4                |               |   |           |           |
|  | Indonesia  | 4                | Tranh hạng ba |   |           |           |
|  |            |                  |               |   |           |           |
|  | 19 tháng 9 |                  |               |   |           |           |
|  |            |                  |               |   |           |           |
|  | Thái Lan   | 4                |               |   |           |           |
|  | Thái Lan   | 4                |               |   |           |           |
|  | Miến Điện  | 0                |               |   |           |           |

#### Bán kết
| Thái Lan | 0–2 | Malaysia                  |
| -------- | --- | ------------------------- |
|          |     | Mustapha 68' · Salleh 73' |

| Indonesia                                         | 4–1 | Miến Điện        |
| ------------------------------------------------- | --- | ---------------- |
| Nere 54' · Kiswanto 61' · Yacobi 68' · Darwis 73' |     | Than Toe Aung 7' |

#### Tranh huy chương đồng
| Thái Lan | 4–0 | Miến Điện |
| -------- | --- | --------- |
|          |     |           |

#### Tranh huy chương vàng
| Indonesia | 1–0 (s.h.p.) | Malaysia |
| --------- | ------------ | -------- |
| Waidi 91' |              |          |

## Nhà vô địch
| Vô địch Bóng đá nam SEA Games 1987 Indonesia Lần đầu tiên |

## Bảng xếp hạng chung cuộc
| VT | Đội           | ST | T | H | B | BT | BB | HS | Đ | Kết quả cuối cùng   |
| -- | ------------- | -- | - | - | - | -- | -- | -- | - | ------------------- |
| 1  | Indonesia (H) | 4  | 3 | 1 | 0 | 7  | 1  | +6 | 7 | Huy chương vàng     |
| 2  | Malaysia      | 4  | 1 | 2 | 1 | 4  | 3  | +1 | 4 | Huy chương bạc      |
| 3  | Thái Lan      | 4  | 2 | 1 | 1 | 7  | 3  | +4 | 5 | Huy chương đồng     |
| 4  | Miến Điện     | 4  | 0 | 2 | 2 | 3  | 10 | −7 | 2 | Hạng tư             |
|    |               |    |   |   |   |    |    |    |   |                     |
| 5  | Singapore     | 2  | 0 | 2 | 0 | 0  | 0  | 0  | 2 | Bị loại ở vòng bảng |
| 6  | Brunei        | 2  | 0 | 0 | 2 | 1  | 5  | −4 | 0 | Bị loại ở vòng bảng |

## Danh sách huy chương
| Vàng | Bạc | Đồng |
| --- | --- | --- |
| Indonesia | Malaysia | Thái Lan |
| TM Ponirin Meka TM I Gusti Putu Yasa HV Muhammad Yunus HV Jaya Hartono HV Patar Tambunan HV Marzuki Nyak Mad HV Robby Darwis HV Frangky Weno HV Sutrisno TV Azhari Rangkuti TV Budi Wahyono TV Herry Kiswanto TV Rully Nere TV Ribut Waidi TĐ Ricky Yacobi TĐ Nasrul Koto TĐ Adhityo Dharmadi TĐ Tiastono Taufik Huấn luyện viên: Bertje Matulapelwa | TM Raimi Jamil TM Ong Yu Tiang HV Maniam Ravindran HV Salim Mahmud Muhaidin HV K. Gunalan HV Lee Kin Hong HV Chow Siew Yai TV Jailani Wilastra TV Muhamad Radhi Mat Din TV Azizol Hj Abu Haniffah TV Nasir Yusof TV Ahmad Yusof TĐ Nasaruddin Yusof TĐ Mohd Hashim Mustapha TĐ Yunus Alif TĐ Dollah Salleh TĐ Mohd Khalid Shahdan TĐ Arjunan Anbalagan Huấn luyện viên: Abdul Rahman Ibrahim | TM Sompong Naataprapasil TM Kumpanat Oungsongnern HV Surak Chaikitti HV Sutin Chaikitti HV Natee Thongsookkaew HV Narong Arjarayut HV Adipong Wukornaparat TV Thaweerak Sittipultong TV Chalermwoot Sa-Ngapol TV Prateep Pankhaw TV Vorawan Chitavanich TV Sompong Wattana TĐ Pichitpol Uthaikul TĐ Vitoon Kijmongkolsak TĐ Pichai Kongsri TĐ Ronnachai Sayomchai TĐ Piyapong Pue-on Huấn luyện viên: Chirtsak Chaiyaboot |